# Ruta 12 (Chile)
La ruta 12 es una ruta nacional que se encuentra en el norte Grande de Chile sobre la Región de Arica y Parinacota. En su recorrido de 3,8 km totalmente asfaltados une la ruta 5 Panamericana y Arica con el Aeropuerto Internacional de Chacalluta, el aeropuerto más al norte del país.
Prácticamente es una ruta recta y diagonal, convirtiéndose en la única vía de acceso desde la capital regional hacia el aeropuerto y al Parque industrial Chacalluta, dependiente de la ZOFRI.
El rol asignado a esta ruta nacional fue ratificado por el decreto MOP Nº 125 del año 2009.

## Ciudades y localidades
Las ciudades, pueblos y aldeas por las que pasa esta ruta de este a oeste son:

### Región de Arica y Parinacota
Recorrido: 3 km (km 0 a 3). Se denomina avenida Teniente John Wall Holcomb entre el Parque Industrial Chacalluta y el aeropuerto.
- Provincia de Arica: no hay poblaciones.